# Scarlet Records
A Scarlet Records egy olasz független lemezkiadó, amelynek székhelye Milánóban található. Leginkább arról nevezetes, hogy a Soilwork frontemberének, Björn „Speed” Stridnek két mellékprojektje, valamint olyan zenekarok, mint az Agent Steel, Royal Hunt, Skyclad, Eldritch, Hatesphere, Labyrinth, Dark Moor, és a DGM is szerződött velük. Az 1998-ban alapított Scarlet Records eddig több mint 400 albumot adott ki. 2011-ben a Scarlet Records forgalmazási szerződést kötött az Entertainment One Distributionnel az új kiadványok és a kiterjedt fizikai és digitális katalógus észak-amerikai terjesztésére. 2021-ben részvénytársasággá vált.

## Jelenlegi együttesek
- AEON GODS[1]
- Apostolica
- Atlas Pain
- Band Of Spice
- Be The Wolf
- Cainites
- Cellador
- Cryonic Temple
- Darktribe
- Degrees of Truth
- Deathless Legacy
- Eagleheart
- Eldritch
- Excalion
- Faithsedge
- Fellowship
- Furor Gallico
- Game Over
- Hatesphere
- Horned Almighty
- Kayser
- Lahmia
- Light & Shade
- My Regime
- National Suicide
- Necrodeath
- Nocturna
- Noveria
- Reasons Behind
- Sadist
- Sinheresy
- Skeletoon
- Stormlord
- Theatres des Vampires
- Trick Or Treat[2]
- Ulvedharr
- Vandor
- Verikalpa
- Vexillum[3]
- Vision Divine
- Volturian[4]
- Whyzdom

## Korábbi együttesek
- Aborym
- Agent Steel
- Arachnes
- Arthemis
- Barcode
- Blinded Colony
- Bloodshot
- Bokor
- Brick
- Bulldozer
- Cadaveria
- Dark Moor
- DGM
- Disarmonia Mundi
- Dotma
- Dragonhammer
- Empyrios
- Extrema
- Frozen Crown
- Holy Knights
- Infinita Symphonia
- Invocator
- Kaledon
- Kingcrow
- Labyrinth
- Malfeitor
- Manticora
- Mastercastle
- Metatrone
- Michele Luppi
- Node
- Odd Dimension
- Operatika
- Sawthis
- Scamp
- Odyssea
- Requiem
- Revolution Renaissance
- Royal Hunt
- Schizo
- Shaman
- Secret Sphere
- Scar of the Sun
- Skylark
- Skyclad
- Slowmotion Apocalypse
- Solar Fragment
- SmaXone
- Spice & The RJ Band
- Subzero
- Temperance
- Tigertailz
- Timo Tolkki
- Tears of Magdalena
- Terror 2000
- Thy Majestie
- Tyrant Eyes
- Wuthering Heights

## Külső hivatkozások
- Hivatalos weboldal

## Fordítás
Ez a szócikk részben vagy egészben  a   Scarlet Records című angol Wikipédia-szócikk ezen változatának fordításán alapul.  Az eredeti cikk szerkesztőit annak laptörténete sorolja fel. Ez a jelzés csupán a megfogalmazás eredetét és a szerzői jogokat jelzi, nem szolgál a cikkben szereplő információk forrásmegjelöléseként.